# (6875) Golgi
(6875) Golgi ist ein Asteroid des inneren Hauptgürtels, der am 4. Juli 1994 von der US-amerikanischen Astronomin Eleanor Helin am Palomar-Observatorium (IAU-Code 675), etwa 80 Kilometer nordöstlich von San Diego, in Kalifornien entdeckt wurde.
Benannt wurde er am 12. März 2017 nach dem italienischen Mediziner und Histologen Camillo Golgi (1843–1926), der im Jahr 1906 für seine Untersuchungen zur feingeweblichen Anatomie des Nervensystems den Nobelpreis für Physiologie oder Medizin gemeinsam mit Santiago Ramón y Cajal erhielt.